# Sambuichi Tsuyoshi
Tsuyoshi Sambuichi (sinh ngày 19 tháng 4 năm 1967) là một cầu thủ bóng đá người Nhật Bản.

## Sự nghiệp câu lạc bộ
Tsuyoshi Sambuichi đã từng chơi cho Urawa Reds.